# NGC 5349
NGC 5349 ist eine 14,1 mag helle Balken-Spiralgalaxie vom Hubble-Typ „SBb“ im Sternbild Jagdhunde am Nordsternhimmel. Sie ist schätzungsweise 260 Millionen Lichtjahre von der Milchstraße entfernt und hat einen Durchmesser von etwa 130.000 Lichtjahren. 

Im selben Himmelsareal befinden sich u. a. die Galaxien NGC 5341, NGC 5351, IC 4339, IC 4340.
Das Objekt wurde am 24. März 1857 von R. J. Mitchell, einem Assistenten von William Parsons, entdeckt.